# Kąty (województwo zachodniopomorskie)
Kąty (tuż po wojnie Kuniewo niem. Kattenhof) – wieś sołecka w Polsce położona w województwie zachodniopomorskim, w powiecie goleniowskim, w gminie Goleniów.
W latach 1975–1998 miejscowość położona była w województwie szczecińskim. W roku 2007 wieś liczyła 210 mieszkańców.

## Geografia
Wieś typowo rolnicza, leży ok. 12 km na północny zachód od Goleniowa, przy drodze wojewódzkiej nr 112, na skraju Doliny Dolnej Odry i Równiny Goleniowskiej (Puszczy Goleniowskiej), nad rzeką Krępą.

## Historia
Wieś została założona w 1748 roku przez miasto Goleniów, do którego to należały tereny, na których powstała wioska. Pierwszymi osadnikami we wsi byli: Michał Kayse z Polski, Ephraim Wendland z Meklemburgii, Weege nieznanego pochodzenia,  Siegfried Wellnitz nieznanego pochodzenia.
W roku 1776 było w Kątach 16 gospodarstw. W 1847 roku mieszało tu 3 krawców, 1 piekarz, 1 szewc, 1 stolarz, 1 ślusarz i 1 murarz, a wielu mieszkańców utrzymywało się pracy stałej, dniówkowej ( w 1847 roku było to 25 mężczyzn i 33 kobiety)i służby w gospodarstwach ( w 1847 roku było to 7 mężczyzn i 3 kobiety). Wszyscy mieszkańcy wsi byli wyznania ewangelickiego.
We wsi znajdował się wiatrak oraz gorzelnia. Był również kościół ewangelicki rozebrany w 1950 roku oraz cmentarz.
Liczba mieszkańców na przestrzeni lat:
1754- 25 mieszkańców
1811- 230 mieszkańców
1814- 209 mieszkańców
1820- 273 mieszkańców
1828- 277 mieszkańców
1834- 291 mieszkańców
1840- 323 mieszkańców
1843- 343 mieszkańców
1871- 435 mieszkańców w tym wg spisu z dnia 1 grudnia : 226 mężczyzn i 209 kobiet, 120 dzieci  poniżej 10 roku życia, 285 osób powyżej 10 roku życia, potrafiących czytać i pisać oraz 30 analfabetów
1905- 333 mieszkańców
1939- 296 mieszkańców
2000- 190 mieszkańców
2007- 210 mieszkańców